# Diapetimorpha mandibulator
Diapetimorpha mandibulator là một loài tò vò trong họ Ichneumonidae.